# Andy Holmes
Andrew John "Andy" Holmes (født 15. oktober 1959, død 24. oktober 2010) var en britisk roer og dobbelt olympisk guldvinder fra London.

## Rokarriere
Holmes begyndte at ro som tolvårig, og med den olympiske medaljevinder, Jim Clark, som træner viste han sig snart som talentfuld i sporten. Efter sin skoletid kom han snart til at ro for Leander Club, og som nittenårig var han med til at vinde Thames Challenge Cup for ottere, en del af Henley Royal Regatta. Han blev i 1981 en del af landsholdet og var med til VM samme år i firer med styrmand, hvor hans båd blev nummer fem.
De følgende år var han med i landsholdsotteren, men i 1984 blev han del af fireren med styrmand. Han var derfor med i denne båd til OL 1984 i Los Angeles, og briterne vandt sikkert deres indledende heat. De gentog bedriften i finalen og sikrede sig dermed guldet foran USA og New Zealand. Bådens besætning bestod ud over Holmes af Steve Redgrave, Richard Budgett, Martin Cross og styrmand Adrian Ellison, den første britiske olympiske guldmedalje i roning siden 1948.
I 1986 vandt han VM-guld i toer med styrmand sammen med Redgrave og styrmand Patrick Sweeney, og året efter vandt samme besætning VM-sølv, mens Holmes og Redgrave blev verdensmestre i toer uden styrmand.
Ved OL 1988 stillede Holmes op i de samme to discipliner, som ved VM året forinden. Bedst gik det i toer uden styrmand, hvor han og Redgrave indledte med at vinde deres indledende heat og derpå deres semifinale, inden de i finalen igen var hurtigst og vandt guld foran et rumænsk og et jugoslavisk par. I toer med styrmand blev Holmes, Redgrave og Sweeney nummer to i indledende heat og derpå nummer to i semifinalen. I finalen vandt den italienske båd foran den østtyske, mens briterne sikrede sig bronzemedaljen.

## Senere liv
Holmes indstillede sin karriere efter OL i 1988 og skabte derpå et flyttefirma. Senere tilskyndede han sin datter til at gå ind i rosporten, og efter tyve års fravær i sporten vendte han tilbage til den, denne gang på ledelsesniveau. I 2010 døde Holmes i en alder af kun 51 år af Weils sygdom.

## Resultater

### OL-medaljer
- 1984:  Guld i firer med styrmand
- 1988:  Guld i toer uden styrmand
- 1988:  Bronze i toer med styrmand